# Charles Coon
Charles Coon (ur.  1931, zm. 18 stycznia 2003) – amerykański brydżysta, World International Master (WBF).

## Wyniki brydżowe

### Zawody światowe
W światowych zawodach zdobył następujące lokaty:
| Mistrzostwa Świata. Konkurencja teamów | Mistrzostwa Świata. Konkurencja teamów | Mistrzostwa Świata. Konkurencja teamów | Mistrzostwa Świata. Konkurencja teamów | Mistrzostwa Świata. Konkurencja teamów | Mistrzostwa Świata. Konkurencja teamów |
| Rok                                    | Miejsce                                | Zawody                                 | Kategoria                              | Drużyna                                | Pozycja                                |
| -------------------------------------- | -------------------------------------- | -------------------------------------- | -------------------------------------- | -------------------------------------- | -------------------------------------- |
| 1994                                   | Albuquerque                            | 9 Mistrzostwa Świata                   | Open                                   | Polisner                               | 33                                     |
| 1990                                   | Genewa                                 | 8 Mistrzostwa Świata                   | Open                                   | Moss                                   | 2                                      |
| 1962                                   | Nowy Jork                              | 11. Mistrzostwa Świata Teamów          | Open                                   | North America                          | 2                                      |

| Mistrzostwa Świata. Konkurencja par | Mistrzostwa Świata. Konkurencja par | Mistrzostwa Świata. Konkurencja par | Mistrzostwa Świata. Konkurencja par | Mistrzostwa Świata. Konkurencja par | Mistrzostwa Świata. Konkurencja par |
| Rok                                 | Miejsce                             | Zawody                              | Kategoria                           | Partner                             | Pozycja                             |
| ----------------------------------- | ----------------------------------- | ----------------------------------- | ----------------------------------- | ----------------------------------- | ----------------------------------- |
| 1994                                | Albuquerque                         | 9. Mistrzostwa Świata               | Open                                | Mike Moss                           | 13                                  |
| 1990                                | Genewa                              | 8. Mistrzostwa Świata               | Miksty                              | Broma Lou Reed                      | 20                                  |
| 1986                                | Miami Beach                         | 7. Mistrzostwa Świata               | Open                                | Mike Moss                           | 12                                  |

## Klasyfikacja
- Charles Coon – klasyfikacja WBF (ang.)